# 1801年バタヴィア共和国憲法国民投票
1801年10月6日、バタヴィア共和国憲法国民投票（バタヴィアきょうわこくけんぽうこくみんとうひょう）が行われた。前回の1798年バタヴィア共和国憲法国民投票で憲法草案が承認されたが、フランスはその憲法に満足せず、新しい憲法を起草させた。
1801年、新憲法の国民投票が行われた。投票しなかった有権者が賛成として計算された結果、憲法草案は87.46%賛成で通過した。1801年10月16日、新憲法が正式に施行された。しかし、フランスは再びバタヴィア共和国に圧力をかけ、1805年バタヴィア共和国憲法国民投票で新憲法を通過させた。

## 結果
| 投票                   | 票数    | 割合 (%) |
| ---------------------- | ------- | -------- |
| 賛成                   | 364,200 | 87.46    |
| 反対                   | 52,219  | 12.54    |
| 合計                   | 416,419 | 100      |
| 有権者数/投票率        | 416,419 | 100      |
| 出典: Direct Democracy |         |          |